# Шупељка
Шупељка (шупелка) је народни дрвени дувачки инструмент са југа и југоистока Србије. Такође, распрострањена је и у Републици Македонији, Бугарској, Грчкој (под називом флогера) и Албанији (под називом флуер). Има отворе са обе стране, стим изузетком што је у односу на флауту краћа. Прави се од зовиног, ораховог, дреновог и јаворовог дрвета.

## Опис
Инструмент представља флауту са отворима са обе стране у облику цилиндричног. Свира се у две октаве, искључујући прву ноту доње октаве. Доњи део производи мекан и пријатан звук, док горњи део региструје оштар и продоран звук.
Горњи отвор служи за дување (назван устиње или рез), са уским оштрим ивицама да растуре ваздух и заврши звук. Шупељка у основи има шест отвора, рупа, иако постоје и неке од шупељки са седам рупа, што је веома ретко. Сужен је према горњем крају.
Прави се од зовиног, орахог, дреновог и јаворовог дрвета.
Док се свира, шупељка се одржава са обе руке, ослањајући се на око 45 степени са леве стране према вертикали. Њена дужина варира између 240 и 350 милиметара.

## Звук
Тон настаје приликом удувавања ваздуха у рупу која је уска и са заобљеним ивицама. Тај део назива се устиње. Устима се на тај начин покрива отвор за величине три четвртине.
Музички репертоар инструмента састоји се од импровизације традиционалне мелодије. Користи се као пратња инструментима у мјузиклима. Звук опонаша звукове других инструмената који се користе у македонској традиционалној музици.

## Употреба
Користи се за соло импровизације али и заједно у комбинацији са другим инструментима. У много чему наликује флаути, али постоје и велике разлике у односу на њу.
Сматра се инструментом пастира. Веома је распрострањена на подручју Македоније.

## Име
Шупељка је добила име од речи шупаљ.
Има и много сличности са арапским дрвеним дувачким инструментима, који се користе у Тунису и Алжиру.